# Speen (Berkshire)

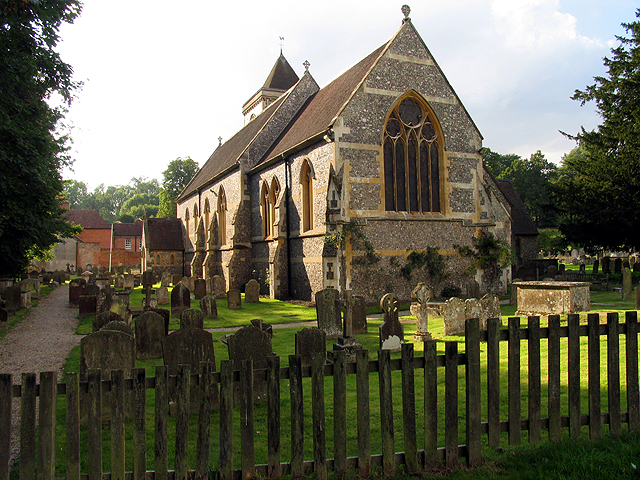
Chiesa di St. Mary

Speen è un villaggio nel West Berkshire. Speen si trova sulla strada romana da Silchester a Bath e fu chiamato Spinae. 
Il 1644 ebbe luogo nella guerra civile inglese, la seconda battaglia di Newbury, in un ponte sul fiume Lambourn tra Speen e Donnington.